# Charles Burney
Charles Burney (Shrewsbury, 7 de abril de 1726 – Londres, 12 de abril de 1814) foi um compositor, cravista, organista e historiador da música da Inglaterra.

## Biografia
Estudou com Edmund Baker, James Burney e Thomas Arne. Em 1749 foi indicado organista da Igreja de São Dionísio, e atuou como cravista nos New Concerts. No mesmo ano casou com Esther Sleepe. Em 1751, por razões de saúde, mudou-se para Norfolk, onde assumiu o órgão da igreja local, lá permanecendo por nove anos. Nesse período começou a escrever sobre história da música. Voltou a Londres em 1760 em boa saúde e já com filhos, sua filha mais velha era uma criança prodígio ao cravo. Nesse período já publicara várias obras musicais, especialmente seus concertos para cravo eram muito admirados. Foi honrado com o grau de doutor em música pela Universidade de Oxford em 1769 e, viúvo desde 1761, casou novamente, com Stephen Allen.
Então passou a viajar pela Europa para coletar material para suas obras teóricas, visitando França e Itália. O resultado foi a publicação de The Present State of Music in France and Italy (1771), que foi elogiada por Samuel Johnson. Em 1772 fez outra grande viagem com os mesmos objetivos, também esta resultando no trabalho The Present State of Music in Germany, the Netherlands and United Provinces, publicado em 1773, ano em que foi eleito membro da Royal Society. Em 1776 apareceu o primeiro volume de sua History of Music, terminando a edição em 1789 com o quatro volume, cuja recepção foi favorável, a despeito de algumas críticas. Outras de suas obras teóricas dessa fase foram A Plan for a Music School (1774), Memoirs and Letters of Metastasio (1796), memorandos para a Royal Society sobre William Crotch e Georg Friedrich Händel, e artigos para a Rees's Cyclopaedia. Em 1783 fora indicado organista do Hospital Chelsea, cargo que ocupou até sua morte. Em 1810 foi indicado membro correspondente do Institute de France.
Seus filhos se tornaram personalidades eminentes. James Burney foi almirante, Charles Burney, um erudito, e Fanny Burney, novelista de renome.

## Composições
1. The Cunning Man, uma adaptação da ópera de Jean-Jacques Rousseau Le Devin du village (1766-1767)
2. Seis Sonatas para cravo (1761)
3. Duas Sonatas para cravo ou piano, com acompanhamentos para violino e violoncelo; 2 conjuntos (1769 e 1772)
4. Sonatas para dois violinos e um baixo, op. 4 (1759)
5. Seis lições para o cravo
6. Seis duetos para duas flautas alemãs
7. Três Concertos para cravo
8. Seis peças de corneta com introdução e fuga para órgão
9. Seis Concertos para violino, etc., em oito partes, op. 5 (c. 1760)
10. Duas Sonatas para pianoforte, violino e violoncelo
11. Quatro sonatas ou duetos para dois intérpretes em um piano forte ou cravo (1777)
12. Hinos, etc.
13. 6 Canções compostas para o Templo de Apolo, livro 1, op. 2 (c. 1750)
14. Eu te amarei, ó Senhor, minha força (Salmo xviii), solo, coro, orquestra, exercício DMus (1769)
15. XII. Canzonetti a due voci in Canone, poesia deli' Abate Metastasio (c. 1790)
16. Prelúdios, Fugas e Interlúdios; para o Órgão. Arranjados alfabeticamente em todas as tonalidades que estão mais perfeitamente afinadas naquele instrumento e impressos em tamanho de bolso para conveniência dos jovens organistas, para cujo uso este livro é especialmente calculado e publicado por Chas. Burney, Mus:D.